# Chignolo d'Isola
Chignolo d'Isola (pronuncia: [kiɲˈɲɔːlo ˈdiːzola]; Chignöl [kiˈɲøl] in dialetto bergamasco) è un comune italiano di 3 402 abitanti della provincia di Bergamo in Lombardia. Situato nell'Isola bergamasca, dista circa 14 chilometri verso ovest, dal capoluogo orobico.

## Storia
I primi insediamenti stabili si verificarono in epoca Celtica e Successivamente Romana, quando i conquistatori istituirono nella zona una circoscrizione territoriale chiamata "Pagus Fortunensis". In quel periodo storico il borgo, così come l'intera zona dell'isola, fu interessato da notevoli flussi commerciali e militari, vista la presenza di due importanti strade di comunicazione che delimitavano il territorio: quella tra le città di Bergamo e di Milano a sud, ed un'altra che univa il capoluogo orobico a Como a nord.
Con il termine dell'impero romano Chignolo fu soggetto alle incursioni barbariche, che portarono anni di saccheggi e terrore tra la popolazione. Nel VI secolo la situazione politica si stabilizzò grazie all'arrivo dei Longobardi prima, e dei Franchi poi. In questo periodo storico Chignolo venne posto sotto la giurisdizione della chiesa plebana di Terno: in tal senso preziosa è una testimonianza scritta che, risalente al 774, attesta il nuovo ordinamento della Pieve di Terno.
A partire dal XIII secolo sul territorio si sviluppò l'ordine degli Umiliati che favorì la diffusione della lavorazione della lana e delle pelli, migliorando le condizioni economiche del borgo, che nel frattempo aveva assunto l'attuale toponimo di Chignolo. L'origine etimologica del nome dovrebbe derivare dalla voce latina cuneolus, traducibile con la parola cuneo, che in dialetto bergamasco veniva detta "Chignöl", poi traslato in "Chignolo".
In epoca medievale il paese fu interessato da numerose battaglie tra guelfi e ghibellini, tanto da doversi dotare di numerose fortificazioni, tra cui un castello posto su un piccolo colle, in posizione dominante. Il maniero fu conquistato da Galeazzo Gonzaga, appartenente allo schieramento guelfo, al quale subentrò poi la dominazione della famiglia milanese dei Visconti, che si rese protagonista di numerose dispute con la Repubblica di Venezia, volte ad ottenere la supremazia sull'intera zona. Gli scontri tra gli eserciti milanesi e veneziani misero a dura prova la popolazione, che visse secoli di povertà, tanto che l'isola venne definita "il triangolo della fame".
In tal senso molto chiara è la descrizione in un documento del tempo:
(Giovanni da Lezze, "Descrizione della città di Bergamo e suo territorio", 1596)
La situazione parve migliorare con il definitivo consolidamento del potere della Serenissima. Questa inserì Chignolo nel distretto denominato Quadra dell'isola ponendolo come capoluogo unitamente a Terno d'Isola, e compì numerosi interventi volti al miglioramento delle condizioni economiche e lavorative. Ai veneziani subentrò nel 1797 la Repubblica Cisalpina, subito sostituita nel 1815 dagli austriaci, che la inserirono nel Regno Lombardo-Veneto, in cui Chignolo assurse al ruolo di capoluogo dell'isola.
Con l'unità d'Italia avvenne un primo ma deciso processo di industrializzazione, che permise un notevole miglioramento delle condizioni di vita degli abitanti. Nel 1928 venne revocata l'autonomia amministrativa, dal momento che il paese venne accorpato al vicino comune di Madone, assumendo il nome di Centrisola. Nel 1948 quell'entità venne nuovamente scissa nei due comuni che riacquisirono l'autonomia.

### Simboli
Lo stemma comunale e il gonfalone sono stati concessi con decreto del presidente della Repubblica del 25 novembre 1964.
La pianta di gelso ricorda lo storico allevamento dei bachi da seta e l'industria tessile; la banda d'azzurro allude ai corsi d'acqua del Buliga e del Grandone; le tre spighe di grano sono simbolo dell'agricoltura che era la principale attività economica del paese.
Il gonfalone è un drappo di azzurro.

## Monumenti e luoghi d'interesse

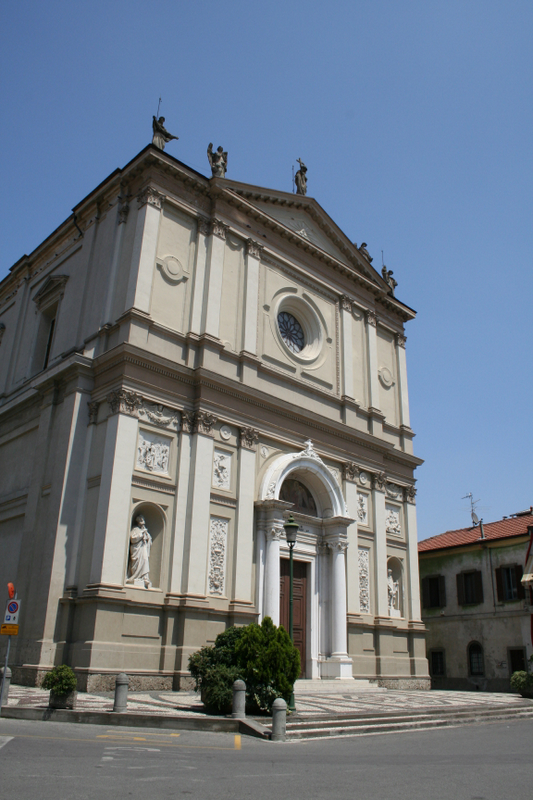
Chiesa parrocchiale di San Pietro

Di notevole richiamo è Palazzo Roncalli, edificato dall'omonima nobile famiglia nel corso del XVII secolo. Nel corso del XIX secolo la famiglia fece ristrutturare radicalmente l'edificio, abbattendone il lato occidentale. La struttura, con una pianta ad U, si erge sulle rovine del castello medievale distrutto dalla Repubblica di Venezia, e presenta un grande parco e numerosi affreschi, recentemente restaurati, tra i quali spiccano quelli di Giovan Battista Botticchio.
La Casa Ceresoli, in piazza Papa Giovanni XXIII, si distingue per le vaste murature rustiche. Edificata quasi interamente nel XIX secolo, ha un interno semplice con portico ad archi nel corpo di fabbrica lungo Via Roncalli. Il porticato continuava idealmente nel rustico accanto, che ha un bell'ingresso settecentesco in arenaria.

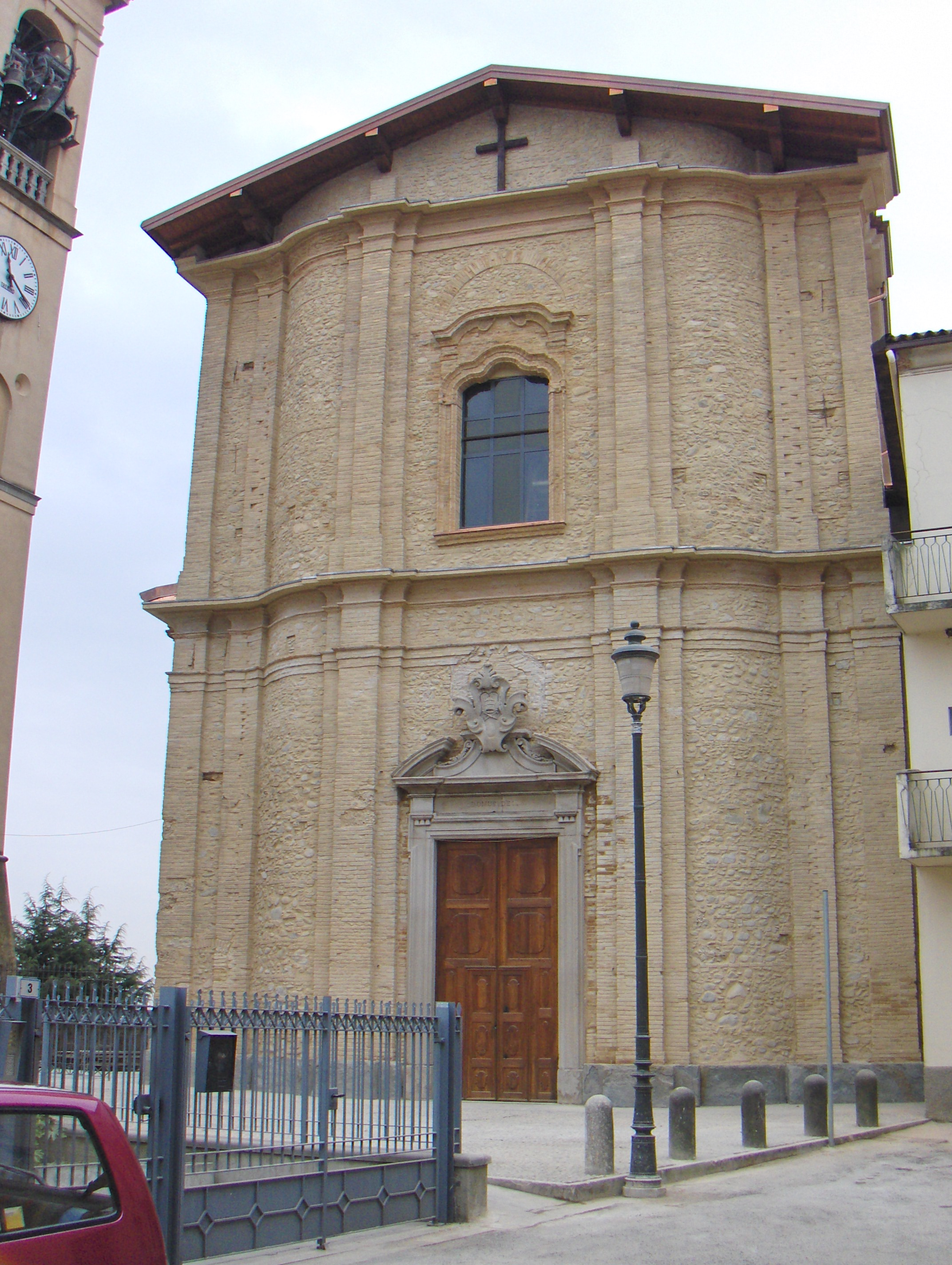
Il santuario della Madonna di Lourdes dopo il restauro

Il miglior esempio di rustico Settecentesco del paese è la Cascina Gattolina, purtroppo in parte demolita. Edificata verso la fine del XVIII secolo dai Roncalli, ospitava quattro famiglie contadine ed era edificata secondo i criteri dell'epoca, con le abitazioni separate dalle stalle e i portici disposti lungo gli altri lati del cortile. Nel XIX secolo il corpo abitativo è stato ampliato con l'aggiunta di una serie di stanze su tre piani lungo il lato nord, evidenziata dalle murature non intonacate.
La casa padronale più antica del paese è quella di Via Quattro novembre, databile tra il XIV e il XV secolo. Il portone, con i conci delle spalle parzialmente sostituiti, reca inciso nella chiave dell'arco un giglio, senza scudo, come in uso in quel periodo. L'interno, molto manomesso, doveva presentarsi con un porticato al piano terra e una loggetta trabeata al primo piano, sostenuta da pilastrini ottagonali in mattoni intonacati.
Anche le tre fontane sono meritevoli di considerazione. La principale è situata in piazza Papa Giovanni XXIII. Le altre due, in marmo bianco di Zandobbio, sono prospicienti a Via Roncalli e Via XXV Aprile. Le ultime due sono costruite secondo lo stile più diffuso nella zona, con due vasche in marmo di cui una più grande, a bordo inclinato, utilizzata come lavatoio e la più piccola con fonte da cui attingere l'acqua.
In ambito religioso merita menzione la chiesa parrocchiale di San Pietro. Edificata nel 1873-1885, consacrata nel 1901, presenta al proprio interno numerosi dipinti di buon pregio, due confessionali realizzati dai fratelli Manzoni nel 1913 su disegno dell'ingegnere Elia Fornoni, il coro ligneo di Cesare Zonca, l'addobbo delle Quarant'ore e una reliquia di Venturino da Bergamo. Custodisce anche un pregevole organo di Giacomo Locatelli del 1886, opera 73; possiede 2 tastiere, 48 registri e 1868 canne.
È inoltre presente il Santuario della Madonna di Lourdes, edificato tra il 1733 e il 1742 da Giovan Battista Caniana in stile tardo-barocco e consacrato nel 1743. Inizialmente intitolato a San Pietro e utilizzato come parrocchiale, custodisce due opere di Francesco Capella. Custodiva un organo Serassi del 1744, opus 98.
Infine si può trovare l'oratorio dell'Addolorata, un tempo intitolato a San Rocco. Questo piccolo edificio è ciò che rimane dell'antica chiesa di Santa Maria, risalente al XVI secolo e quasi completamente demolita due secoli più tardi.

## Società

### Evoluzione demografica
Abitanti censiti

## Amministrazione
| Periodo     | Periodo  | Primo cittadino | Partito             | Carica  | Note |
| ----------- | -------- | --------------- | ------------------- | ------- | ---- |
| giugno 2024 | in corso | Ronzoni Saul    | Futuro e Tradizione | Sindaco |      |

## Galleria d'immagini

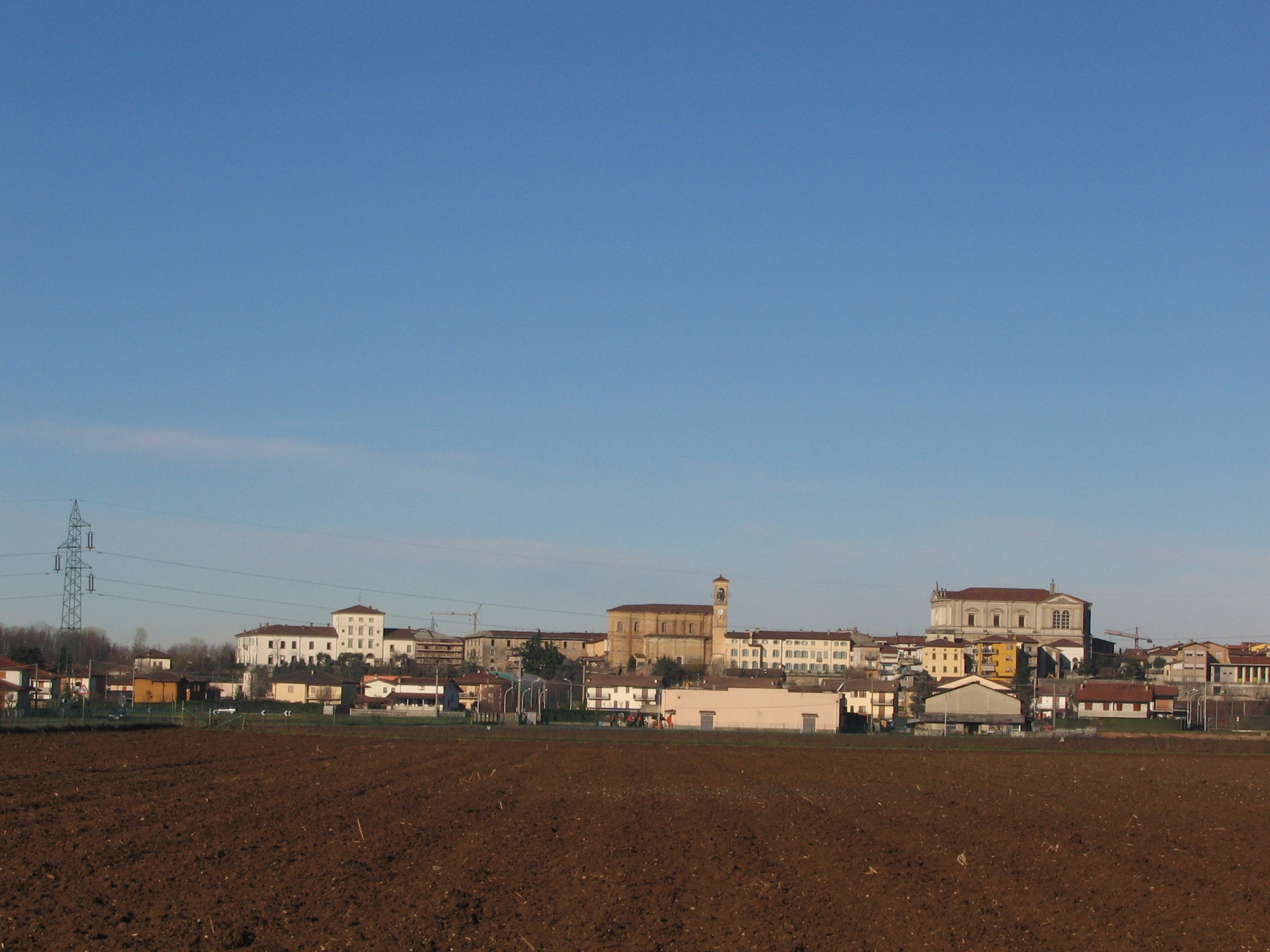
Profilo visto dalla strada provinciale da Bonate Sotto
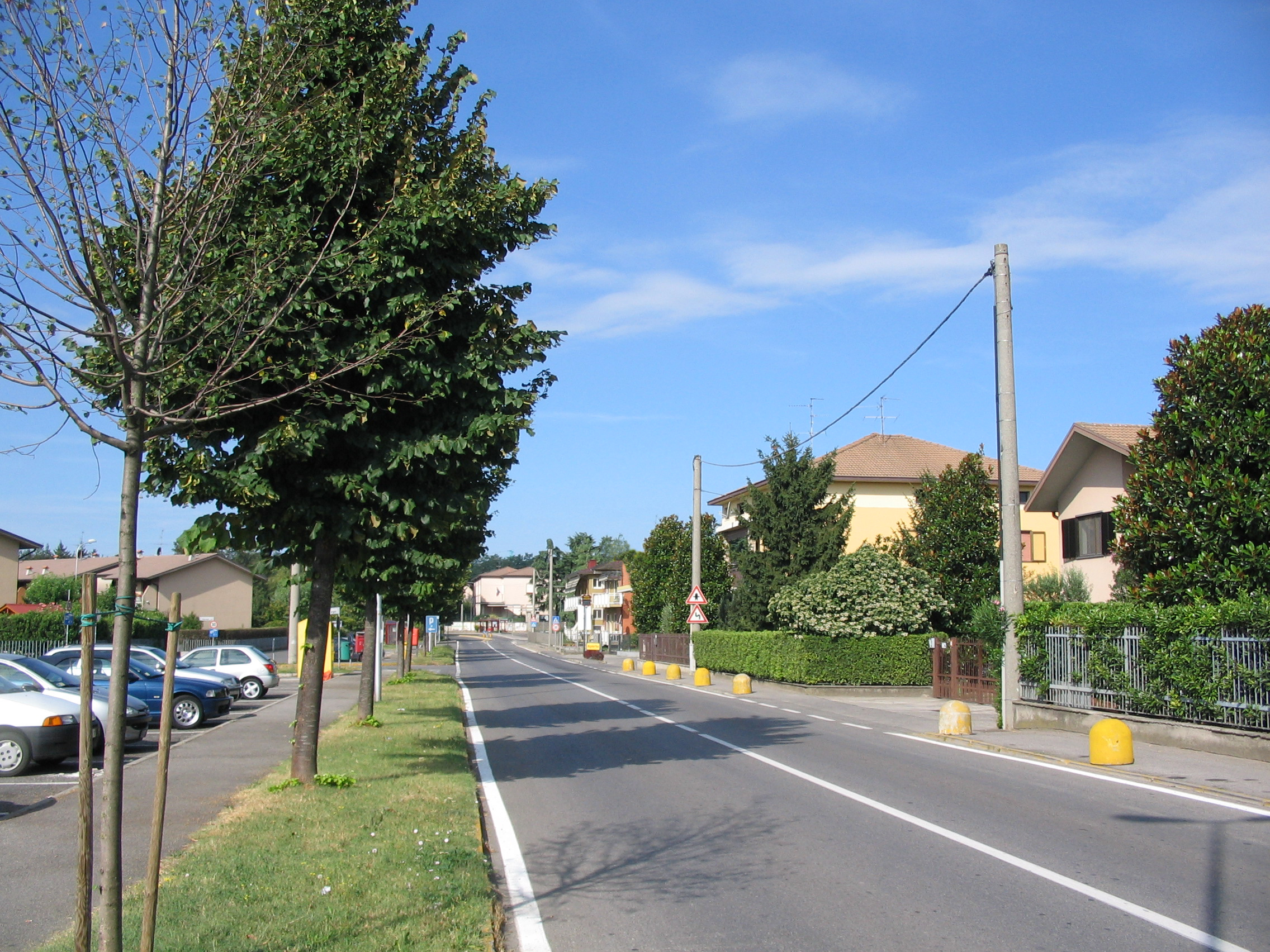
Particolare della strada provinciale
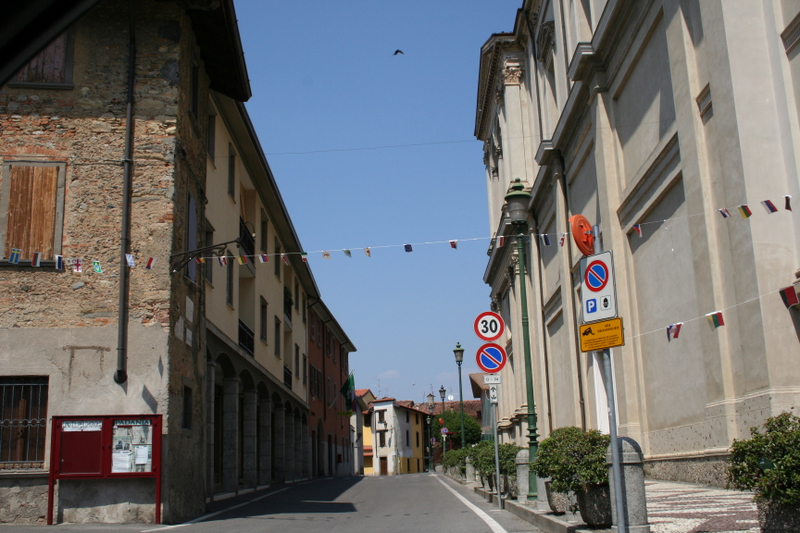
Via principale del centro storico
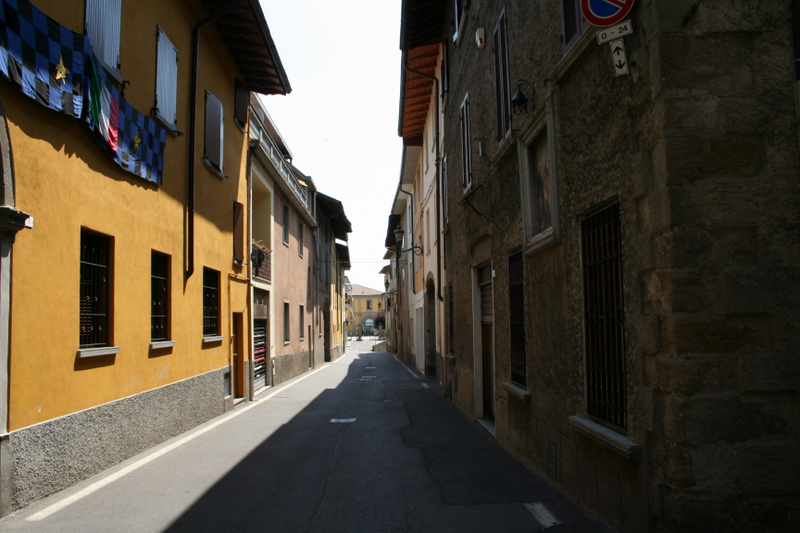
Particolare del centro storico